# Kanton Vivonne
Vivonne is een kanton van het departement Vienne in Frankrijk. Het kanton maakt deel uit van het arrondissement Poitiers.

## Gemeenten
Het kanton Vivonne omvatte tot 2014 de volgende 6 gemeenten:
- Château-Larcher
- Iteuil
- Marçay
- Marigny-Chemereau
- Marnay
- Vivonne (hoofdplaats)

Bij de herindeling van de kantons door het decreet van 26 februari 2014 met uitwerking op 22 maart 2015 werden daar alle gemeenten van het opgeheven kanton La Villedieu-du-Clain aan toegevoegd, namelijk :
- Aslonnes
- Dienné
- Fleuré
- Gizay
- Nieuil-l'Espoir
- Nouaillé-Maupertuis
- Roches-Prémarie-Andillé
- Smarves
- Vernon
- La Villedieu-du-Clain